# Patrick Céleste
 (janvier 2014).
Si vous disposez d'ouvrages ou d'articles de référence ou si vous connaissez des sites web de qualité traitant du thème abordé ici, merci de compléter l'article en donnant les références utiles à sa vérifiabilité et en les liant à la section « Notes et références ».
Pour les articles homonymes, voir Céleste.
Patrick Céleste, né en 1947, est un architecte urbaniste français[Où ?].
Il est titulaire d'un diplôme d'études approfondies (DEA) d'urbanisme et il a été maître de conférence à l'école nationale supérieure d'architecture de Paris-Malaquais.
Il a travaillé comme architecte-urbaniste de l'aménagement de l'avenue de France, du quartier des Hauts de Saint Christophe à Cergy-Pontoise, de la ZAC du Bassin de la Villette à Paris, ou encore de la ZAC de la Joliette à Marseille.

## Ouvrages
- Patrick Céleste, Hugues Martin, Catherine Chimits-Dazey, Rui Ramos Rosa, Patrimoine et développement des cœurs de ville, Confluences, 2003.  (ISBN 9782914240345)
- Patrick Céleste, « Dessins d'architecture et techniques de reproduction : de la gravure sur bois à l'offset », in Images et imaginaires d'architecture, en Europe et aux XIXe et XXe siècles, Jean Dethiers dir., catalogue Cci, Centre Georges Pompidou, 1984, 434 pages ;
- Henri Bresler, Jean Castex, Patrick Céleste, et al., Paris comme forme urbaine, 1983.
- Jean Castex, Patrick Céleste, Philippe Panerai, Lecture d'une ville : Versailles, 1980.
- Patrick Céleste, « L'Apparition de l'automobile individuelle dans l'immeuble urbain », Les Cahiers de la Recherche Architecturale, no 22, juin 1988
- Jean Castex, Patrick Céleste, François Delorme, et al., Architecture contemporaine à Versailles.